# José Gerardo Villegas Tavares
José Gerardo Villegas Tavares (castellà: José Villegas)  (La Experiencia, 20 de juny de 1934 - 24 de desembre de 2021) va ser un futbolista mexicà.

## Selecció de Mèxic
Va formar part de l'equip mexicà a la Copa del Món de 1958. Fou jugador del Chivas de Guadalajara.